# Beriózovka (Lípetsk)
Beriózovka (en rus: Берёзовка) és un poble de l'óblast de Lípetsk, a Rússia, que en el cens del 2010 tenia 669 habitants. Pertany al districte rural de Terbuní.